# Duthoit Point
Der Duthoit Point ist eine Landspitze am östlichen Ende von Nelson Island im Archipel der Südlichen Shetlandinseln. Sie markiert die südwestliche Begrenzung der Einfahrt von der Bransfieldstraße in die Maxwell Bay zwischen Nelson Island und King George Island.
Die Landspitze ist auf Landkarten verzeichnet, die mindestens auf das Jahr 1822 zurückdatieren. Wissenschaftler der britischen Discovery Investigations kartierten sie zwischen 1934 und 1935. Sie benannten sie nach Arthur Dennis Duthoit (1890–1957), Zeichner des Hydrographenamts der britischen Admiralität.